# Studeriotes spinosa
Studeriotes spinosa is een zachte koraalsoort uit de familie Viguieriotidae. De koraalsoort komt uit het geslacht Studeriotes. Studeriotes spinosa werd in 1931 voor het eerst wetenschappelijk beschreven door Thomson & Dean. 